# Slottskyrkogården
Slottskyrkogården är en begravningsplats i Jönköping i Sverige. Ingen vet exakt hur gammal den är, men den skall ha anor tillbaka till 1600-talet. Åren 1890–1920 förföll den på grund av brist på gravplatser, innan gravplatserna 1925 återigen började iordningställas. 1994 tillkom en minneslund. Viktor Rydbergs mor ligger begravd på Slottskyrkogården.,